# السهلة (تريم)

'

تعديل مصدري - تعديل

السهلة هي إحدى قرى عزلة تريم بمديرية تريم التابعة لمحافظة حضرموت، بلغ تعداد سكانها 90 نسمة حسب تعداد اليمن لعام 2004.